# انتخابات مجلس مصر (۲۰۱۵)
انتخابات مجلس مصر که قرار بود طبق وعدهٔ عبدالفتاح سیسی تا پایان سال ۲۰۱۵ برگزار شود. این نخستین انتخابات مجلس پس از کودتای مصر بود.
مجلس پیش را که سال ۲۰۱۲ انتخاب شده‌بود، شورای عالی نظامی منحل کرد. اگرچه محمد مرسی رئیس‌جمهور مصر پس از ریاستش این حکم را لغو کرد ولی با اصرار دادگاه قانون‌اساسی او کاری از پیش نبرد و دو مجلس منحل ماند.
مجلس جدید می‌بایست در ۷ ژوئیه ۲۰۱۲ آغاز می‌شد ولی مصر تا امروز مجلس ندارد.
آخرین زمان‌بندی اعلام‌شده مارس تا مهٔ ۲۰۱۵ بود که در پی صدور رای دادگاه قانون اساسی درباره مغایر قانون اساسی بودن بخش‌هایی از قانون انتخابات، لغو شد.

## زمان‌بندی
انتخابات دومرحله‌ای و هر مرحله در دو دور زمانبندی شده‌بود. در مرحلهٔ نخست مردم ۱۴ استان مصر و بومیان مقیم خارج آن استان‌ها رای می‌دادند و در مرحلهٔ دوم ۲۷ استان دیگر.
قرار بود در آوریل و مه و ژوئن ۲۰۱۳ برگزار شود.
قرار بود انتخابات در چهار مرحله و هر مرحله در دو دور برگزار شود. مرحلهٔ نخست در ۲۷ و ۲۸ آوریل، مرحلهٔ دوم در ۱۵ و ۱۶ مه، مرحلهٔ سوم در ۱۲ و ۱۳ خرداد (۲ و ۳ ژوئن)، مرحلهٔ چهارم در ۲۹ و ۳۰ خرداد (۱۹ و ۲۰ ژوئن). که به آینده موکول شد.
سپس قرار شد مرحلهٔ نخست دور نخست انتخابات در ۲۲ و ۲۳ مارس ۲۰۱۵ برگزار شده -البته مصریان مقیم خارج یک روز زودتر از یکم تا دوم فروردین رای دهند- مرحلهٔ نخست دور دوم نیز ۶ و ۷ اردیبهشت (۲۶ و ۲۷ آوریل) برگزار شود و مقیمان خارج ۵ام تا ۶ام رای دهند، و مرحلهٔ دوم دور نخست انتخابات ۱ و ۲ آوریل و برای خارجی‌ها، مرحلهٔ دوم دور دوم ۶ و ۷ مه و برای مقیمان خارج برگزار گردد که در پی رای دادگاه قانون اساسی بازهم لغو شد.

## پی‌نوشت و منبع
1. ↑  انتخابات مجلس مصر (۲۰۱۱–۲۰۱۲)#انحلال
2. 1 2  «مخالفان مصری دربارهٔ تصمیم مرسی برای برگزاری انتخابات مذاکره می‌کنند». خبرگزاری جمهوری اسلامی. ۴ اسفند ۱۳۹۱. [تاریخ‌های شمسی اصلاح شده‌است]
3. ↑  «وعده السیسی برای برگزاری انتخابات همگانی در مصر». خبرگزاری جمهوری اسلامی. ۹ اردیبهشت ۱۳۹۴.
4. ↑  «تکمیلی/ زمان برگزاری انتخابات قانونگذاری مصر اعلام شد». واحد مرکزی خبر. ۴ اسفند ۱۳۹۱. بایگانی‌شده از اصلی در ۱۲ ژانویه ۲۰۱۵. دریافت‌شده در ۲۲ فوریه ۲۰۱۳.
5. ↑  «زمان برگزاری انتخابات پارلمانی مصر اعلام شد». انتخاب. ۴ اسفند ۱۳۹۱.
6. ↑  «نخستین انتخابات پارلمانی مصر پس از برکناری مرسی برگزار می‌شود + تصاویر». ابنا. ۱۹ دی ۱۳۹۳. بایگانی‌شده از اصلی در ۱۲ ژانویه ۲۰۱۵. دریافت‌شده در ۱۲ ژانویه ۲۰۱۵.